# Fromage à pâte filée

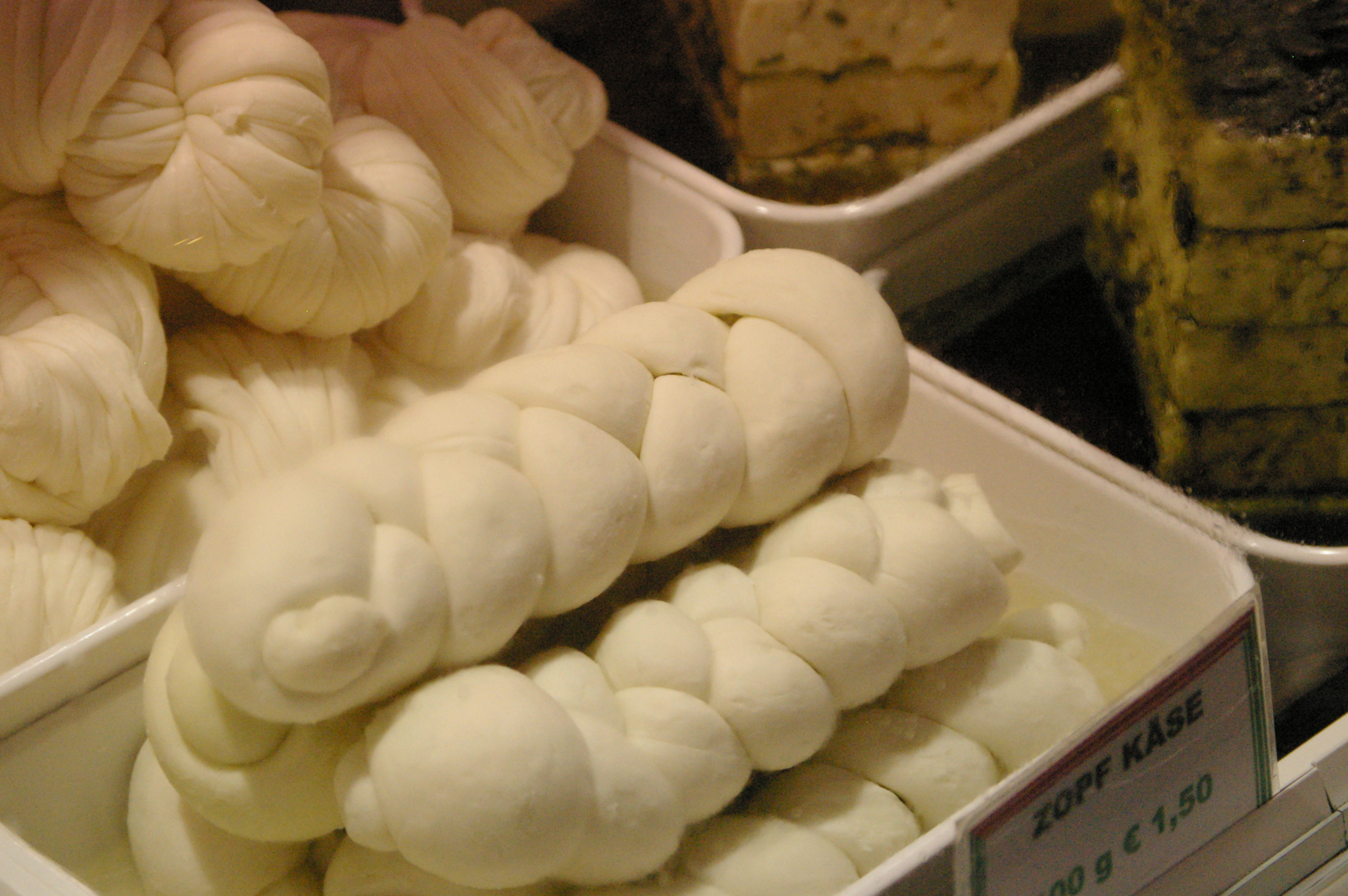
Zopfkäse, fromage à pâte filée et tressée, marché gourmand de Vienne, 2009.

Le fromage à pâte filée est un type de fromage obtenu par pétrissage d'un caillé avec de l'eau ou du lactosérum chaud puis étirement de cette pâte jusqu'à la consistance désirée, à la fois élastique et fondante en bouche. Il est souvent appelé pasta filata ou simplement filata dans de nombreuses langues, ce qui rappelle ses origines italiennes, mais aussi Brühkäse (de) en allemand, soit fromage échaudé, ce qui est aussi descriptif. 
Il ne doit pas être confondu avec le fromage à pâte fondue. 

## Fabrication
Le lait est d'abord caillé, puis découpé en petits morceaux et mélangé avec du petit-lait (ou lactosérum). La pâte obtenue est chauffée entre 80 et 95 °C et travaillée mécaniquement jusqu'à l'obtention d'un ruban, qui est étiré (filé) et coupé avant d'être pressé dans des moules de formes diverses ou encore tressé ou enroulé manuellement. Traditionnellement depuis le XIIe siècle, c'est une technique utilisée pour la fabrication de plusieurs fromages italiens et de quelques autres à travers le monde. Se prêtant bien à l'industrialisation (l'essentiel du processus de fabrication est opéré en phase fluide), les fromages à pâtes filées industriels sont devenus une matière première de référence pour l'industrie alimentaire et la restauration rapide (ces produits sont cependant bien différents des fabrications traditionnelles, exemples en France,).

## Consommation
Les fromages à pâte filée sont généralement consommés très frais, après quelques jours dans le cas de la mozzarella. Cependant certains peuvent être passés en saumure, fumés et être un peu affinés comme le scamorza.
Les fromages à pâtes filées sont appréciés comme éléments de plats composés : salades, pizzas, crêpes, galettes.

## Principaux fromages italiens à pâte filée
- Bocconcini
- Burrata
- Caciocavallo
- Fior di latte
- Mozzarella

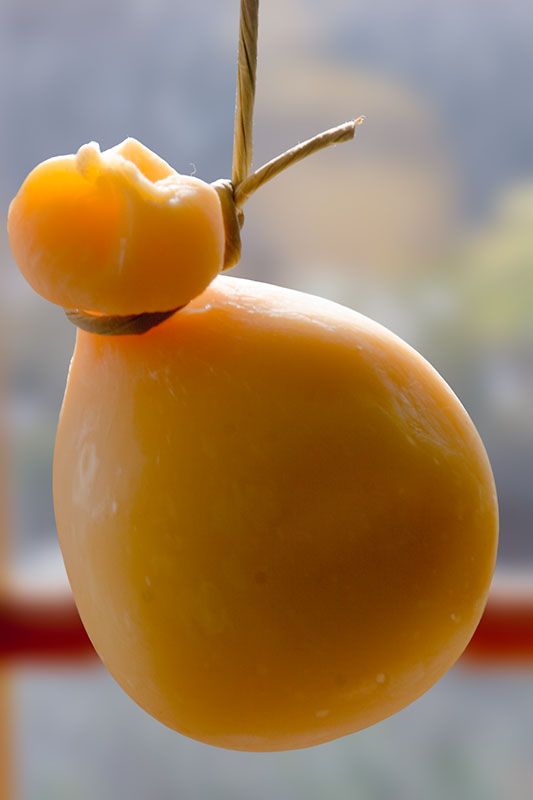
La Provola.

  - Mozzarella di Bufala Campana, mozzarella produite avec du lait de bufflonne
  - Mozzarella di Gioia del Colle
- Provolone Valpadana ; le provolone peut bénéficier d'un affinage de plusieurs mois mais aussi recevoir l'adjuvant E 239 ou méthénamine dont l'usage est controversé[7].
- Ragusano
- Scamorza
- Stracciatella di bufala
- Trecce
- Vastedda della valle del Belìce

## Quelques autres fromages à pâte filée
- Metsovóne (Grèce)
- Parenica (Slovaquie)
- Sulguni (Géorgie), chechil (en) (Arménie), adyguei (Adyguée), fromages du Caucase de type mozzarella[8]

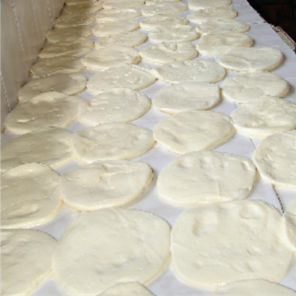
Queso de mano, fabriqué à la main, 2009.

- Oaxaca, Asadero (Mexique)
- Queso de mano (es) (Venezuela)Queso de mano, fabriqué à la main, 2009.
- Rushan (Chine du Sud)